# Jermall Charlo
Jermall Charlo est un boxeur américain né le 19 mai 1990 à Richmond, Texas.

## Carrière
Passé professionnel en 2008, il devient champion du monde des super-welters IBF le 12 septembre 2015 en battant par arrêt de l'arbitre au 3e round son compatriote Cornelius Bundrage. Charlo conserve son titre le 28 novembre 2015 en battant par arrêt de l'arbitre au 4e round Wilky Campfort puis Austin Trout aux points le 21 mai 2016 et Julian Williams par KO au 5e round le 10 décembre 2016. Il le laisse vacant le 16 février 2017 pour combattre en poids moyens.
Pour son premier combat dans cette catégorie, il bat en 4 rounds le 29 juillet 2017 Jorge Sebastian Heiland. Le 21 avril 2018, il met KO en 2 rounds Hugo Centeno Jr et le 22 décembre 2018, il domine aux points Matvey Korobov, s'emparant à cette occasion de la ceinture de champion WBC par intérim. Le 29 juin 2019, Jermall Charlo domine aux points Brandon Adams et devient champion à part entière à la suite de l'élévation au statut de champion de la franchise de Canelo Álvarez par cette fédération. Il conserve sa ceinture le 7 décembre 2019 contre Dennis Hogan puis le 26 septembre 2020 face à Sergiy Derevyanchenko et le 19 juin 2021 contre Juan Macias Montiel.
Jermall Charlo bat également aux points José Benavidez Jr. le 25 novembre 2023 dans un combat sans titre en jeu puis est destitué par l'IBF le 7 mai 2024.